# E. Roland Harriman
Pour les articles homonymes, voir Harriman.
Edward Roland Noel Harriman, né le 24 décembre 1895 à New York - mort le 16 février 1978 à Arden, New York, était un financier américain. Il est le plus jeune des cinq enfants survivants de Mary Williamson Averell et Edward Henry Harriman, financier et directeur de l'Union Pacific Railroad et du Southern Pacific Railroad. Parmi ses frères, W. Averell Harriman, financier et politique, de quatre ans son aîné. Le patrimoine de Edward H. Harriman était substantiel, estimé entre 70 et 100 millions de dollars à sa mort en 1909.

## Biographie
Harriman étudia à Groton School, où il fut diplômé en 1913 puis à Yale en 1917. Durant son séjour dans cette université, il se lia d'amitié avec son camarade de classe Prescott Bush et, comme lui, devint membre de la société secrète Skull and Bones. Il épousa Gladys C. C. Fries le 12 avril 1917 et en eut deux enfants.
Durant la Première guerre mondiale, Harriman servit 10 mois en tant qu'inspecteur avec rang de lieutenant dans le United States Army Ordnance Department. Frappé par la pneumonie et la grippe, il fut honorablement déchargé en janvier 1919. Après avoir retrouvé sa santé en Californie, il se joint à la Merchants Shipbuilding Corporation en novembre, une entreprise dont son frère Averell était actionnaire.
En 1922, Harriman se joint à la W. A. Harriman Company, une banque d'investissement à New York et était en affaire avec l'Allemagne nazie avant et durant la Seconde Guerre mondiale, et l'année suivante, il en devient vice-président. En 1927, les deux frères s'associent dans une banque Harriman Brothers and Company, et en 1931 elle fusionne avec la Brown Bros. & Co., avec Roland comme vice-président. Siégeant à Wall Street, Brown Brothers Harriman commencent avec neuf associés et 200 employés. L'entreprise se spécialise dans les services bancaires pour les clients particuliers, surtout pour les classes moyennes ; il n'était pas membre du Federal Reserve System ou de la Federal Deposit Insurance Corporation.
En 1968, Harriman et ses trois anciens aînés à Brown Brothers (Robert A. Lovett, secrétaire à la Défense sous la présidence de Harry Truman, Prescott Bush, ancien sénateur du Connecticut, et Knight Woolley, tous des anciens de l'Université Yale), s'installent « au grenier », au sens littéral et figuré, pour prendre des associés plus jeune, parmi lesquels Robert Roosa (en), ancien sous-secrétaire au Trésor.
En 1975, peu d'années avant sa mort, ils sont 29 associés et 1 000 employés.